# Horton (film)
Horton (originaltitel: Horton Hears a Who!) är en amerikansk animerad film från 2008, som är baserad på en bok av Dr. Seuss med samma namn. Filmen är regisserad av Jimmy Hayward och Steve Martino. Huvudrollen Horton, elefanten som måste beskydda ett mikroskopiskt samhälle från sina grannar, spelas av Jim Carrey. Birollen Steve Carell gör rösten till Ned McDodd, borgmästaren av en mikroskopisk värld.

## Originalröster
- Jim Carrey – Horton
- Steve Carell – Borgmästare Ned McDodd
- Carol Burnett – Känguru
- Will Arnett – Vlad Vladikoff
- Seth Rogen – Morton
- Dan Fogler – Ordföranden / Yummo Wickersham
- Isla Fisher – Professor Mary Lou Larue
- Jonah Hill – Tommy
- Amy Poehler – Sally O'Malley
- Jaime Pressly – Mrs. Quilligan
- Charles Osgood – Berättare
- Josh Flitter – Rudy
- Niecy Nash – Miss Yelp
- Jesse McCartney – JoJo

## Svenska röster
- Robert Gustafsson – Horton
- Dick Eriksson – Borgmästare Ned McDodd
- Sissela Kyle – Känguru
- Jan Åström – Vlad Vladikoff
- Johan Lindell – Morton
- Claes Ljungmark – Ordföranden
- Claudia Galli – Professor Mary Lou Leraux
- Kristian Ståhlgren – Tommy
- Vanna Rosenberg – Sally O'Malley
- Annica Edstam – Fru Quilligan
- Björn Granath – Berättare
- Simon Sjöquist – Rudy
- Ewa Fröling – Fröken Hjälp
- Björn Gustafsson – JoJo
- Norea Sjöquist – Jessica
- Mikaela Tidermark Nelson – Angela
- Guy de la Berg – Yummo
- Ole Ornered – Tandläkare
- Gunnar Ernblad
- Jakob Stadell